# Патриков, Янчо
Янчо Патриков (болг. Янчо Патриков; 15 марта 1944, с. Светлина, Бургасская область, Третье Болгарское царство — 16 мая 2014, район с. Дебелт, Бургасская область, Болгария) — болгарский борец и тренер, чемпион Европы, бронзовый призёр чемпионата мира. Впоследствии — успешный бизнесмен.

## Биография
На «домашнем» чемпионате Европы по вольной борьбе в Софии (1969) завоевал золотую медаль. Дважды становился серебряным призёром чемпионата Европы, также завоевал бронзовую медаль на чемпионате мира в Эдмонтоне (1970).
По завершении борцовской карьеры долгие годы являлся тренером национальной команды ЦСКА. В 1990 г., как тренер болгарской национальной сборной, привел своих учеников в финал Кубка мира в Токио, а команда ЦСКА становилась чемпионом Болгарии более 10 лет. Среди его воспитанников — чемпион летних Олимпийских игр в Атланте (1996) Валентин Йорданов, чемпион мира Рахмат Софиади.
Также был успешным бизнесменом в нефтяной отрасли, реализовал успешные проекты в торговле зерном, импорте овощей и управлении прибрежными гостиницами и ресторанами. С 1991 по 2001 гг. был представителем «Multigroup» Бургасской области. После убийства партнера по бизнесу Ильи Павлова занялся собственным делом. В 2004 г. возвел отель «Странджа» в районе Средеца и «Сарафово» в районе Бургаса. В последнее время реализовывал масштабный проект по строительству одного из самых современных спортивных сооружений в стране, который должен использоваться для подготовки сборных команд из Болгарии по различным видам спорта.
В последние годы при поддержке европейский фондов осуществлял ряд проектов в сфере развития сельских районов и в сфере экотуризма, был одним из крупнейших спонсоров в болгарском спорте.
Избирался членом Правления Болгарской федерации борьбы.
Трагически погиб в автокатастрофе.